# 安藤はつ

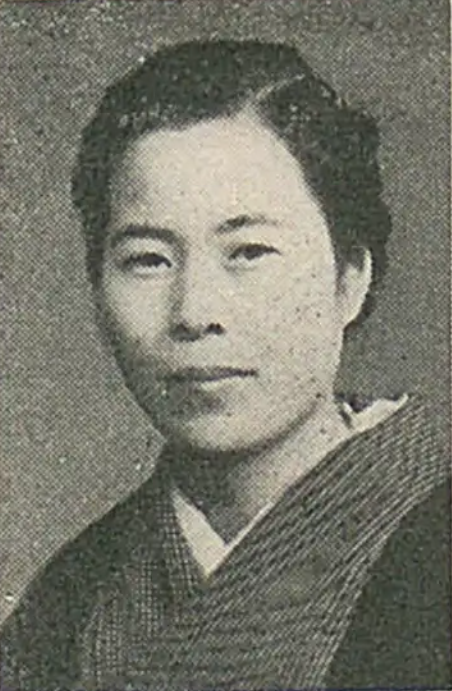
安藤はつ

安藤 はつ（あんどう はつ、1912年（明治45年）1月20日 – 1985年（昭和60年）12月4日）は、政治家、衆議院議員（1期）。旧姓・千。

## 来歴
静岡県田方郡韮山村（現伊豆の国市）出身。静岡県の教員養成所を卒業後、大見村の国民学校で教鞭を執り、安藤秀雄との結婚により退職した。疎開で長野県に移り、1946年の第22回衆議院議員総選挙に日本平和党公認で長野県から立候補し当選した。その後、国民協同党に移り、1947年の第23回衆議院議員総選挙で落選した。落選後は東京郊外で余生を送り、1985年に死去した。